# Villarino (Pereiro de Aguiar)
Villarino (llamada oficialmente Santa Cristina de Vilariño) es una parroquia y un lugar del municipio español de Pereiro de Aguiar, en la provincia de Orense, Galicia.

## Toponimia
La parroquia también es conocida por el nombre de Santa Cristina de Villarino.

## Organización territorial
La parroquia está formada por diez entidades de población, constando una de ellas en el nomenclátor del Instituto Nacional de Estadística español:
- Barreiros
- Cerradao
- La Iglesia (A Eirexa)
- Figueiredo
- La Granja (A Granxa)
- Papelas (As Papelas)
- Pena (A Pena)
- Regueiro (O Regueiro)
- San Salvador
- Villarino (Vilariño)

## Demografía
Gráfica demográfica del lugar y parroquia de Villarino según el INE español:
| Gráfica de evolución demográfica de Villarino entre 2000 y 2023 |
|                                                                 |
| Datos según el nomenclátor publicado por el INE.                |